# Parque Nacional Fosse aux Lions
O Parque Nacional Fosse aux Lions (em francês:  Parc National Fosse aux Lions) é um parque nacional na região de Savanes, no norte do Togo. O parque tem ocupa uma área de aproximadamente 16.5 km2 (6.4 sq mi) e foi estabelecido pela primeira vez como uma reserva florestal em 1954.
A certa altura, o parque era o lar de um número significativo de elefantes africanos nas décadas de 1970 e 1980, mas o seu número caiu para quase zero.